# Cédric Mensah
Cédric Mensah (Marseille, 6 de março de 1989) é um futebolista profissional togolês que atua como goleiro.

## Carreira
Cédric Mensah representou o elenco da Seleção Togolesa de Futebol no Campeonato Africano das Nações de 2017.